# Elecciones al Parlamento Europeo de 2014 (Bulgaria)
Las elecciones al Parlamento Europeo de 2014 en Bulgaria se celebraron el 25 de mayo de 2014 para elegir a los miembros del Parlamento Europeo de Bulgaria. Tras una decisión del Consejo Europeo de 2013, a Bulgaria se le asignaron 17 escaños para formar el Octavo Parlamento Europeo.
La campaña electoral comenzó oficialmente el 25 de abril de 2014, un mes antes de llevarse a cabo la elección.
Las elecciones se produjeron un año después de las elecciones legislativas de Bulgaria de 2013 que resultaron en un parlamento minoritario. Dado que el ganador de las elecciones, GERB, no logró formar un gobierno, el Partido Socialista Búlgaro y el DPS formaron un gobierno de coalición dirigido por Plamen Oresharski. Las elecciones europeas de 2014 se consideraron de importancia ya que reflejaron la popularidad del actual gobierno.

## Resultados
| Partido                 | Partido                                                 | Votos     | %     | +/-  | Escaños | +/-         | Partido europeo | Partido europeo |
| ----------------------- | ------------------------------------------------------- | --------- | ----- | ---- | ------- | ----------- | --------------- | --------------- |
|                         | Ciudadanos por el Desarrollo Europeo de Bulgaria (GERB) | 680 838   | 30.40 | 6.04 | 6       | 1           | PPE             |                 |
|                         | Partido Socialista Búlgaro (BSP)                        | 424 037   | 18.93 | 0.44 | 4       | Sin cambios | PES             |                 |
|                         | Movimiento por los Derechos y Libertades (DPS)          | 386 725   | 17.26 | 3.12 | 4       | 1           | ALDE            |                 |
|                         | Recargar Bulgaria (BBT)                                 | 238 629   | 10.66 | N/A  | 2       | N/A         | ECR             |                 |
|                         | Bloque reformista (RB)                                  | 144 532   | 6.45  | N/A  | 1       | N/A         | PPE             |                 |
|                         | Alternativa para el renacimiento búlgaro                | 90 061    | 4.02  | N/A  | 0       | N/A         |                 |                 |
|                         | Frente Nacional para la Salvación de Bulgaria (NFSB)    | 68 376    | 3.05  | N/A  | 0       | N/A         |                 |                 |
|                         | Unión Nacional Ataque (ATAKA)                           | 66 210    | 2.96  | 9    | 0       | 2           |                 |                 |
|                         | Otros                                                   | 140 022   | 4.35  |      |         |             |                 |                 |
|                         |                                                         |           |       |      |         |             |                 |                 |
| Votos válidos           | Votos válidos                                           | 2 239 430 |       |      |         |             |                 |                 |
| Votos nulos y blancos   | Votos nulos y blancos                                   | 122 536   |       |      |         |             |                 |                 |
| Total                   | Total                                                   | 2 361 966 | 100   | -    | 17      | Sin cambios | -               |                 |
| Inscritos/Participación | Inscritos/Participación                                 | 6 543 423 | 35.8  |      |         |             |                 |                 |
| Fuente: CIK             |                                                         |           |       |      |         |             |                 |                 |